# 桑田尚典
桑田 尚典（くわた ひさのり、1993年4月26日 - ）は、日本の俳優である。ホリプロ所属。東京都出身。血液型B型。

## 略歴
2005年、俳優の武蔵拳にスカウトされ、映画「逆鱗組七人衆」で芸能界デビュー。その後、ホリプロに所属する。

## 出演

### 映画
- 逆鱗組七人衆（2005年） - 横山大輔 役
- 男たちの大和/YAMATO ※イメージ映像のみ
- 親指さがし（2006年） - 五十嵐智彦（幼少） 役
- カケラ - 主演・村上直人役
- 小山君、キラキラ - 広田 役

### CM
- クレヨンしんちゃん 伝説を呼ぶ オマケの都ショックガーン!（2006年1月 - 7月）
- 世界・ふしぎ発見！1000回記念日立企業CM 三分間バージョン（2007年3月）